# 스테픈 커리
워델 스테픈 커리 2세(영어: Wardell Stephen Curry II, 영어 발음: /ˈstɛfən kʌrɪ/, 1988년 3월 14일~)는 미국의 농구 선수로 포지션은 포인트 가드다. 현재 전미 농구 협회의 골든스테이트 워리어스에서 활동하고 있으며 높은 3점슛 성공력과 넓은 슛 셀렉선을 기반으로 3점슛을 농구의 주요 전술로 만든 선수라는 평가를 받고 있다. 대한민국에서는 이름 'Stephen'을 다르게 읽은 스테판 커리로도 알려져 있다.
2022년 전미 농구 협회 역사상 처음으로 통산 3점슛 3000개를 돌파한 선수가 되었으며 스티브 커 감독의 지도 아래 클레이 톰프슨과 드레이먼드 그린과 함께 4차례의 우승을 달성하며 골든스테이트 워리어스의 프랜차이즈 스타라는 평가를 받았다. 그는 또한 아버지인 델 커리의 뒤를 이어 동생 세스 커리와 함께 NBA를 대표하는 농구 가문의 일원으로 유명하다.

## 유년 시절
농구 선수인 아버지 델 커리와 배구선수인 어머니 소냐 커리 사이에서 셋째 중 첫째로 태어났다. 고등학교 2학년 때까진 낮은 타점의 슛 폼을 사용하였지만 후에 아버지의 교육에 따라 슛 폼을 교정하였다. 고등학교 4학년, 왜소한 포인트가드였던 그를 데려가려는 대학은 아무곳도 없었다. 커리는 아버지인 델커리가 졸업한 버지니아 공대를 가고 싶어했지만 농구 장학금을 줄 수 없다는 입장을 보였고 결국 농구계에서는 무명인 데이비슨 대학교를 선택하였다.

## 대학교 시절

### 데이비슨 대학교

#### 1학년 시즌
대학 경기를 뛰기도 전에 밥 맥킬롭은 대학교 동문 행사에서 "스테픈 커리를 기대하세요. 정말 특별한 선수입니다."라고 말했다. 대학 첫 해 커리는 1학년 플레이어 중 2위에 해당하는 21.5득점을 기록하며 이름을 알리기 시작하였다.

#### 2학년 시즌
평균 25.9득점을 기록하며 무명이었던 팀을 토너먼트 8강으로 이끌었다. 16강을 관람한 르브론 제임스는 "정말 정말 좋은 농구선수다. 큰 경기에서 누구 앞에서도 주눅들지 않고 자기 플레이를 하는 선수다. NBA에 갈 만한 자질이 있다" 라고 극찬했다.

#### 3학년 시즌
평균 28.6득점으로 성장한 모습을 보여주며 2009년 NBA 드래프트에 참가하게 된다.

## NBA 경력

### 골든스테이트 워리어스

#### 데뷔 초창기
커리가 뛰어난 슈터라는것은 이미 모두가 알고 있었으나, NCAA(미국 대학 농구)에서 탁월한 득점력을 보이던 슈터들이 NBA에서 신장, 체중, 운동능력 등 피지컬 측면의 한계를 보이며 추락하는 예는 많았고 특히 커리는 대학 2학년때 키가 187cm까지 자랐지만 여전히 포인트가드의 신체와 슈팅가드의 능력을 가진 전형적인 트위너였기 때문에 상위픽에 대한 우려가 있었다. 그러나 블레이크 그리핀, 하심 타빗, 제임스 하든, 타이릭 에반스, 리키 루비오, 조니 플린에 이어 1라운드 7픽이라는 괜찮은 순위로 골든스테이트 워리어스에 지명된다. 이후의 활약으로 봤을 때  커리와 같은 선상에 비교하기에 어렵지만 블레이크 그리핀, 제임스 하든이 언급된다. 이후 커리는 루키 시즌에 8게임을 결장했고 이 발목 부상이 고질화되어 3년차에는 단 23경기만 출장하는 아쉬운 시즌을 보낸다.
유리발목이라는 불명예를 달고 시작한 2013 시즌, 시즌 중후반부터 페이스를 회복하기 시작한 커리는 평균 21.6점 6.5어시스트 3.8리바운드, FG 45.1%, 3PG 45.3%, FT 90%를 찍고 2013년 2월 27일 벌어진 뉴욕 닉스 전에서 커리어 하이 54점을, 레이커스 전에서 47점을 넣는 등 대학 최고의 스코어러의 모습을 재현했다. 특히 2005 시즌 레이 알렌이 기록한 NBA 한 시즌 최다 3점슛 기록(269개)을 272개의 3점을 넣으며 갈아치우는 위업을 이룩했으며 그 성공률이 45.3%라는 것은 어이가 없는 수치.
한편 골든스테이트 워리어스는 2012년 기존의 에이스였던 슈팅가드 몬타 엘리스를 밀워키 벅스로 보내고 센터 앤드류 보것을 받아오는 트레이드를 단행한다. 단신이고 볼호그 경향이 있긴 했지만 리그 최고의 슈팅가드 중 하나로 꼽히던 엘리스를 돈만 많이 먹는 인저리 프론으로 알려진 보것으로 바꾼 이 트레이드는 당시에는 상당히 회의적인 반응을 얻었다. 이는 엘리스와 커리의 공존이 효율적이지 못하다고 판단한 골든스테이트 프론트가 둘 중 하나를 선택해야 하는 상황에서 현재의 에이스보다 미래의 가능성을 선택한 셈이며, 커리를 적극적으로 밀어주겠다는 의지를 표명한 것으로 볼 수 있다. 결과론적으로는 골든스테이트의 판단이 현명했음이 입증되었으며, 커리는 확실한 팀 리더로서 순조롭게 성장 중이고 보것은 적어도 2014년까지 별일 없이 주전 가드로 제 역할을 해주고 있다. 여담으로 엘리스는 밀워키에서 소문난 볼호그인 브랜든 제닝스와 난사 브라더스를 결성하는 바람에 비효율의 끝을 보여주는 콤비로 욕만 먹다가 1년 후 댈러스 매버릭스로 탈출, 적합한 롤을 맡고 제 기량을 보여주며 명예 회복을 하고 있다.
커리의 성공적인 복귀와 함께 2년차 뉴비 감독 마크 잭슨, 본인 스탯만 좋고 팀은 맨날 진다는 비아냥을 받던 PF 데이비드 리, 저니맨이었던 재럿 잭, 신인 슈터 클레이 톰슨 등의 시너지에 힘입어 1994년 이래 플레이오프 진출을 딱 한번밖에 해본 적이 없는(2006년) 안습의 팀 골든스테이트 워리어스는 47승 35패로 플레이오프에 진출하는 쾌거를 이룬다. 덴버 너게츠와의 플레이오프 1라운드 총 6경기에서 커리는 평균 24.3점 9.3어시스트 4.3리바운드 2.2스틸, FG 46.8% 3P 43.4% FT(자유투) 100% 엄청난 활약을 펼치며 4승 2패로 팀을 2라운드에 진출시키는 일등공신이 되었다. 2라운드의 상대는 전통의 강팀 샌안토니오 스퍼스. 골든스테이트는 2승 2패까지 따라가며 선전했으나, 5, 6 경기를 연이어 내주며 2승 4패로 아쉬운 탈락을 맛본다. 커리는 1경기에서 44점 11어시스트(3점슛 42.9%)를 기록하며 센세이션을 이어갈 것처럼 보였으나, 2경기부터 스퍼스의 수비에 철저히 묶이며 기대만큼의 활약을 보여주지 못했다. 2라운드에서의 부진으로 플레이오프 전체 성적은 23.4점 8.1어시스트 3.8리바운드, FG 43.4% 3P 39.6%, FT 92.1%로 떨어졌다. 커리어 첫 플레이오프였고 인사이드의 핵심 데이빗 리가 부상 때문에 정상 출전을 못한 점을 감안하면 나쁘지 않은 성적이긴 하지만.
2013 시즌의 활약으로 명실상부 슈퍼스타의 대열에 합류했으며, 2014 올스타 백코트 부문에서 부상으로 쉬고 있는 크리스 폴과 코비 브라이언트를 제치고 서부 백코트 득표수 1위로 커리어 첫 올스타전에 출장하게 되었다. 플레이오프에서는 로스앤젤레스 클리퍼스와 만나 7차전까지 물고 늘어졌지만 부상 때문에 허전해진 골밑의 공백을 극복하는데는 실패했다.

#### 2014-15 시즌
그리고 2014-2015 시즌 커리는 맹활약하면서 워리어스를 정규시즌 1위로 이끌었고, 이를 인정받아 최우수선수상(MVP)과 올-NBA 퍼스트팀에 선정되는 등 최고의 시즌을 보냈다. 플레이오프에서는 뉴올리언스 펠리컨스, 멤피스 그리즐리스, 휴스턴 로키츠를 제압하면서 파이널에 진출하였고, 르브론 제임스가 이끄는 클리블랜드 캐벌리어스와의 파이널 무대에서도 상대의 적극적인 견제와 압박으로 인한 초반 부진을 떨쳐내고 공격의 중심으로 활약하면서 결국 팀을 40년 만의 우승으로 이끌었다. 2015-2016 시즌에는 골든스테이트 워리어스의 전설적인 72승 9패의 기록을 이끌며 조던의 시카고 불스를 뛰어넘었지만, 파이널에서 르브론의 클리블랜드에 4-3으로 패하며 우승은 가져오지 못한다. 3-1로 시리즈 우세를 가져갔었던 골든스테이트 워리어스였기에 아쉬움은 배가 되었다. 7차전에서 패한 후 커리는 라커룸에서 1시간동안 눈물을 보이며 아쉬움을 감추지 못했다. 그러나 이 시즌에 커리는 자신이 보유하고있던 한시즌 3점 성공 개수 최고기록인 272개를 훨씬 뛰어넘는 402개를 기록하며 다시 한번 자신을 뛰어넘는 모습을 보인다.

#### 2015-16 시즌
2016년 2월 29일 오클라호마시티와의 원정 경기에서 연장종료 0.6초를 남기고 37피트(11.27760미터) 거리에서 쏜 3점슛이 그대로 림으로 빨려 들어가며 역사적인 역전승을 이끌며 명실상부 최고의 에이스로 군림하고 있음을 증명했다. ESPN, AP통신 등에 따르면 스테픈 커리가 2014-2015시즌에 이어, 2015-2016시즌도 NBA 정규리그 MVP로 선정되었고, 만장일치로 선정될것이라고 보도하였다. 결국 커리는 역대 최초로 만장일치 시즌 MVP를 받으며 백투백 시즌 MVP를 달성했다.

#### 2016-17 시즌
2016-2017 시즌에는 팀에 합류한 케빈 듀란트와 함께 하며 시즌 초반은 부진한 모습을 보이지만 그 후에 꾸준한 모습으로 평균 25.3득점을 넣으며 슈퍼스타의 면목을 과시하였다. 11월 8일 3점슛 13개를 넣으며 한 경기 3점슛 성공 개수 신기록을 달성하기도 하였다. 2월 28일 케빈 듀란트의 부상이후 팀이 3연패를 당하고 커리가 시험대에 오르지만 곧장 13연승을 이끌며 팀내 에이스로서의 모습을 드러내었다. 작년보다는 적지만 67승, 승률0.817이라는 성적으로 서부 정규시즌 1위를 달성하게 된다. 커리는 성공률이 매우 높은 3점슛을 바탕으로 엄청난 득점을 했고 그는 팀이 정기적으로 3점슛을 활용하게 함으로써 농구 경기의 혁신을 가져온 선수로써 인정을 받게 되었고, 많은 분석가들과 NBA 선수들은 스테픈 커리가 NBA 역사상 최고의 슈터라고 평가한다.
플레이오프 파이널에서는 작년에 역전으로 우승을 빼앗아간 클리블랜드와의 재대결이 성립되었다. 파이널에 평균 26.8득점을 기반으로 3연승을 해내며 플레이오프 전승을 눈앞에 뒀으나 4차전에 패배하고 5차전에 승리하며 역대 플레이오프 최고 성적인 16승 1패로 우승을 차지하였다.이 4차전 경기를 골든스테이트 워리어스가 지길 바랬던(한 경기라도 더하면 수익이 늘기 때문) NBA 농구협회는 엄청난 오심으로 골든스테이트를 패배로 이끈다.

#### 2017-18 시즌
2017-2018 시즌 FA 오프시즌에 골든스테이트 워리어스와 5년 201M의 슈퍼맥스 재계약을 하며 NBA에서 가장 고액의 연봉을 받는 선수가 되었다. 시즌 초반 커리의 고질적인 발목 부상으로 11경기를 결장하게 되었다. 회복후엔 본인의 기량을 회복하여 부상전까지 평균득점 26.7으로 팀의 승리를 이끌었다. 하지만 3월 8일 또다시 발목 부상으로 6경기 결장했으며 복귀전에서 무릎 부상을 당하며 정규시즌 아웃을 당하게 되었다. 플레이오프 시즌에 부상에서 회복돼서 돌아오게 되었으며 파이널까지는 부진한 모습을 보였으나 파이널에서는 방송사 선정 MOM을 3번이나 받는 좋은 모습을 보이면서 4전 전승으로 2년 연속 우승을 차지하였다.

#### 2020-21 시즌
스테픈 커리는 2021년 신인 드래프트에서 2순위로 지명된 센터 제임스 와이즈먼과 함께 팀의 샌프란시스코로 연고지 이전 이후 처음으로 플레이오프 진출에 도전하게 되었다. 플레이인 토너먼트에서 LA 레이커스를 만나 8번 시드전을 치르게 되었다. 그러나, 8번 시드전에서도 샌안토니오 스퍼스를 제압하고 올라온 자 모란트의 멤피스 그리즐리스에게 밀리면서 플레이오프 진출을 이루지 못했다.

#### 2021-22 시즌
스테픈 커리는 2년간의 공백 끝에 코트로 복귀한 클레이 톰프슨과 수비의 핵심 드레이먼드 그린에 이어서 새롭게 발굴한 가드 조던 풀과 함께 '뉴 데스 라인'을 구축했다. 커리는 시즌 초반의 강력한 기세에 힘입어서 레이 앨런이 보유하고 있었던 NBA 역대 최다 3점슛 성공 기록을 작성했다. 또한 커리는 NBA 사상 최초로 3000개 이상의 3점슛을 성공시키기도 했다. 이어 클리블랜드에서 펼쳐진 2022년 NBA 올스타 게임에서는 팀 르브론 소속으로 16개의 3점슛을 성공시키며 본인 커리어 첫 올스타 MVP를 수상했다. 플레이오프 시즌에서는 공수 양면에서 뛰어난 성적을 거두며 2021-22 시즌 처음으로 신설된 서부 컨퍼런스 파이널 MVP에 선정되었다. 4년만에 다시 올라온 NBA 파이널 무대에서는 평균 30득점을 기록하며 골든스테이트 워리어스의 통산 7번째 우승이자 본인 커리어 4번째 우승을 이끌었다. 더불어 본인이 그동안 다른 선수에게 밀려 수상하지 못했던 파이널 MVP를 수상하였으며, NBA 사상 최초로 시즌 MVP, 올스타 MVP, 컨퍼런스 파이널 MVP, 파이널 MVP 를 수상했다.

## 경력 통계
| † | NBA 파이널 우승 시즌 |

### NBA

#### 정규 시즌
| 시즌       | 팀     | 경기 | 선발 | 출장시간 | 야투% | 3점슛% | 자유투% | 리바운드 | 어시스트 | 스틸 | 블록 | 득점 |
| ---------- | ------ | ---- | ---- | -------- | ----- | ------ | ------- | -------- | -------- | ---- | ---- | ---- |
| 2009-2010  | GSW    | 80   | 77   | 36.2     | .462  | .437   | .885    | 4.5      | 5.9      | 1.9  | .2   | 17.5 |
| 2010-2011  | GSW    | 74   | 74   | 33.6     | .480  | .442   | .934*   | 3.9      | 5.8      | 1.5  | .3   | 18.6 |
| 2011-2012  | GSW    | 26   | 23   | 28.2     | .490  | .455   | .809    | 3.4      | 5.3      | 1.5  | .3   | 14.7 |
| 2012-2013  | GSW    | 78   | 78   | 38.2     | .451  | .453   | .900    | 4.0      | 6.9      | 1.6  | .2   | 22.9 |
| 2013-2014  | GSW    | 78   | 78   | 36.5     | .471  | .424   | .885    | 4.3      | 8.5      | 1.6  | .2   | 24.0 |
| 2014-2015† | GSW    | 80   | 80   | 32.7     | .487  | .443   | .914    | 4.3      | 7.7      | 2.0  | .2   | 23.8 |
| 2015-2016  | GSW    | 79   | 79   | 34.2     | .504  | .454   | .908    | 5.4      | 6.7      | 2.1  | .2   | 30.1 |
| 2016-2017† | GSW    | 79   | 79   | 33.4     | .468  | .411   | .898    | 4.5      | 6.6      | 1.8  | .2   | 25.3 |
| 2017-2018† | GSW    | 51   | 51   | 32.0     | .495  | .423   | .921    | 5.1      | 6.1      | 1.6  | .2   | 26.4 |
| 2018-2019  | GSW    | 69   | 69   | 33.8     | .472  | .437   | .916    | 5.3      | 5.2      | 1.3  | .4   | 27.3 |
| 2019-20200 | GSW    | 5    | 5    | 27.8     | .402  | .245   | 1.000   | 5.2      | 6.6      | 1.0  | .4   | 20.8 |
| 2020-2021  | GSW    | 63   | 63   | 34.2     | .482  | .421   | .916    | 5.5      | 5.8      | 1.2  | .1   | 32.0 |
| 2021-2022† | GSW    | 64   | 64   | 34.5     | .437  | .380   | .923    | 5.2      | 6.3      | 1.3  | .4   | 25.5 |
| 경력       | 경력   | 826  | 820  | 34.3     | .473  | .428   | .908    | 4.6      | 6.5      | 1.7  | .2   | 24.3 |
| 올스타     | 올스타 | 8    | 8    | 27.0     | .433  | .405   | 1.000   | 5.6      | 5.8      | 1.4  | .3   | 22.5 |

#### 플레이오프
| 시즌  | 팀           | 경기 | 선발 | 출장시간 | 야투% | 3점슛% | 자유투% | 리바운드 | 어시스트 | 스틸 | 블록 | 득점 |
| ----- | ------------ | ---- | ---- | -------- | ----- | ------ | ------- | -------- | -------- | ---- | ---- | ---- |
| 2013  | 골든스테이트 | 12   | 12   | 41.4     | .434  | .396   | .921    | 3.8      | 8.1      | 1.7  | .2   | 23.4 |
| 2014  | 골든스테이트 | 7    | 7    | 42.3     | .440  | .386   | .881    | 3.6      | 8.4      | 1.7  | .1   | 23.0 |
| 2015† | 골든스테이트 | 21   | 21   | 39.3     | .456  | .422   | .835    | 5.0      | 6.4      | 1.9  | .1   | 28.3 |
| 2016  | 골든스테이트 | 18   | 17   | 34.3     | .438  | .404   | .916    | 5.5      | 5.2      | 1.4  | .3   | 25.1 |
| 2017† | 골든스테이트 | 17   | 17   | 35.3     | .484  | .419   | .904    | 6.2      | 6.7      | 2.0  | .2   | 28.1 |
| 2018† | 골든스테이트 | 15   | 14   | 37.0     | .451  | .395   | .957    | 6.1      | 5.4      | 1.7  | .7   | 25.5 |
| 2019  | 골든스테이트 | 22   | 22   | 38.5     | .441  | .377   | .943    | 6.0      | 5.7      | 1.1  | .2   | 28.2 |
| 2022† | 골든스테이트 | 22   | 18   | 34.7     | .459  | .397   | .829    | 5.2      | 5.9      | 1.3  | .4   | 27.4 |
| 경력  | 경력         | 134  | 128  | 37.3     | .452  | .401   | .892    | 5.4      | 6.2      | 1.6  | .3   | 26.6 |

### 대학교
| 시즌    | 팀         | 경기 | 선발 | 출장시간 | 야투% | 3점슛% | 자유투% | 리바운드 | 어시스트 | 스틸 | 블록 | 득점 |
| ------- | ---------- | ---- | ---- | -------- | ----- | ------ | ------- | -------- | -------- | ---- | ---- | ---- |
| 2006–07 | 데이비슨대 | 34   | 33   | 30.9     | .463  | .408   | .855    | 4.6      | 2.8      | 1.8  | .2   | 21.5 |
| 2007–08 | 데이비슨대 | 36   | 36   | 33.1     | .483  | .439   | .894    | 4.6      | 2.9      | 2.0  | .4   | 25.9 |
| 2008–09 | 데이비슨대 | 34   | 34   | 33.7     | .454  | .387   | .876    | 4.4      | 5.6      | 2.5  | .2   | 28.6 |
| 경력    | 경력       | 104  | 103  | 32.6     | .467  | .412   | .876    | 4.5      | 3.7      | 2.1  | .3   | 25.3 |

## 보유기록
- NBA 최초 만장일치 시즌 MVP
- 단일 시즌 최다 3점슛 성공/시도 (402/886)
- 단일시즌 OBPM 역대 1위(2015/16시즌)
- 역대 유일 180 클럽 - 30득점 - 득점왕 동시 기록(2015/16 시즌. 180클럽 & 평득 30, 180클럽 & 득점왕 모두 최초)
- 역대 유일 TS% 1위 & 득점왕 동시 기록(2015/16시즌)
- 월간 3점슛 성공 회수 역대 1위(81개, 2016년 1월)
- 연속경기 3점슛 성공 역대 2위(157경기, 2014년 11월 ~ 2016년 11월)
- 연속경기 3점슛 성공 역대 1위(현재 진행중)
- 단일경기 3점슛 11개 동반 50득점 이상 기록 역대 1위(3회)
- 역대 유일 최다 3점, 득점왕, 스틸왕 동시 수상(2015/16시즌)
- 단일 연장전 최다 득점
- 역대 유일 2경기 연속 두자리수 3점슛 성공
- 역대 포인트가드 단일시즌 PER 1위(2015/16 시즌, 31.5)
- 역대 MVP 수상 시즌 중 TS% 1위(2015/16 시즌, 0.6694[85])
- 역대 MVP 수상 시즌 중 최소 평균 출전 시간(2014/15 시즌, 32.7분)
- 역대 MVP 수상 시즌 중 3점슛 성공률 1, 2위(2015/16, 2014/15 시즌)
- 역대 유일 평균 35분 미만 출장 평득 30득점 이상 기록(2015/16 시즌. 34.2분/30.1점)
- 역대 최초 7시즌 연속 3점슛 200개 성공
- 역대 최다 한 시즌 경기당 평균 3점슛(5.1개)
- 역대 최다 3점슛 성공
- 역대 유일 3점슛 3000개 성공

## 수상 내역
- NBA 챔피언 4회 (2015, 2017, 2018, 2022)
- NBA 파이널 MVP 1회 (2022)
- NBA MVP 2회 (2015, 2016)
- NBA 올스타 MVP (2022)
- NBA 올스타 8회 (2014~2022)
- NBA 서부 컨퍼런스 파이널 MVP (2022)
- 올-NBA 퍼스트 팀 4회 (2015, 2016, 2019, 2021)
- 올-NBA 세컨드 팀 3회 (2014, 2017, 2022)
- 올-NBA 서드 팀 (2018)
- NBA 올-루키 퍼스트팀 (2010)
- NBA 득점왕 2회 (2016, 2021)
- NBA 스틸 리더 (2016)
- NBA 3점슛 콘테스트 챔피언 2회 (2015, 2021)
- NBA 스킬스 챌린지 챔피언 (2011)
- NBA 스포츠맨쉽상 (2011)
- NBA 180 클럽 (2016)
- 데이비슨 대학교 30번 영구 결번

## 가족
- 아버지: 델 커리 (Wardell Stephen "Dell" Curry)
- 어머니: 소냐 커리(Sonya Curry)
- 동생: 세스 커리(Seth Curry), 시델 커리(Sydel Curry)
- 아내: 아이셔 커리 (Ayesha Curry)
- 자녀: 라일리 커리(Riley Curry), 라이언 카슨 커리(Ryan Carson Curry), 캐논 W. 잭 커리(Canon W.Jack Curry)
- 매부: 데이미언 리 (Damien Lee)

## 생애
스테픈 커리의 아버지인 델 커리는 샬럿 호네츠 소속으로 10년 동안 슈팅 가드로 활약했던 전 NBA 선수였다. 그래서 스테픈 커리는 어렸을 때부터 아버지를 따라서 농구를 쉽게 접할 수 있었다. 그의 동생인 세스 커리는 브루클린 네츠의 현역 선수이며, 동생 또한 형과 같은 우수한 슈팅 능력을 보유하고 있다. 여담으로, 스테픈 커리는 라이벌이라고 볼 수 있는 르브론 제임스와 같은 병원인 오하이오주 애크런의 오하이오 병원에서 태어났다.

## 방송
- 2017년 MBC 《무한도전》 (한국 예능프로그램 첫 출연)[22]

## 스포츠 스폰서
- 언더아머